# Madam C. J. Walker
Sarah Breedlove (n. 23 decembrie 1867 - d. 25 mai 1919), cunoscută ca Madam C. J. Walker, a fost o femeie de afaceri americană, cunoscută și pentru diverse acțiuni filantropice.
A fost prima femeie devenită milionară prin forțe proprii din istoria SUA.
Succesul financiar l-a obținut prin dezvoltarea și comercializarea unei game de produse de cosmetică și îngrijire a părului pentru femei de culoare.
S-a născut într-un orășel din Luisiana, majoritatea membrilor familei sale fiind sclavi pe o plantație.
Ea este primul copil din familia sa care devine liber și aceasta prin intrarea în vigoare a Proclamației de emancipare.
Rămasă orfană, este nevoită să se mărite de la 14 ani pentru a scăpa de modul abuziv în care se comporta cumnatul ei, în a cărui îngrijire se afla.
După moartea soțului, se mută la Saint Louis, unde trei din frații ei lucrau ca bărbieri.
Lucrează ca spălătoreasă, dar strânge bani pentru ca fiica ei să poată urma școala.
Problemele pe care le-a avut cu propriul păr, precum și cele ale întregii societăți americane din acea perioadă (când nu toți aveau apă curentă) legate de îngrijirea părului o conduc la realizarea unor produse de îngrijire a podoabei capilare.
În scurt timp, ajunge să-și înființeze propria firmă: Madam C.J. Walker Manufacturing Company.
A subliniat importanța actului de caritate în cadrul carierei politice.
Drept prețuire, numele ei apare pe National Women's Hall of Fame.
Imaginea ei apare pe un timbru emis de United States Postal Service în 1998.
1. 1 2  Madam C.J. Walker, Encyclopædia Britannica Online, accesat în 9 octombrie 2017
2. 1 2  Madame C.J. Walker, Find a Grave, accesat în 9 octombrie 2017
3. ↑  Sarah Breedlove Walker, FemBio-Datenbank[*]
4. ↑  Find a Grave, accesat în 2 iulie 2024
5. ↑   https://www.womenofthehall.org/inductee/madam-c-j-walker/ Lipsește sau este vid: |title= (ajutor)